# Crisantenona
La crisantenona (C10H14O) es un terpeno. Puede ser producido a partir de su isómero verbenona en una reacción fotoquímica de transposición.